# Iterador
Em programação de computadores, um iterador se refere tanto ao objeto que permite ao programador percorrer um container, (uma coleção de elementos) particularmente listas, quanto ao padrão de projetos Iterator, no qual um iterador é usado para percorrer um container e acessar seus elementos. O padrão Iterator desacopla os algoritmos dos recipientes, porém em alguns casos, os algoritmos são necessariamente específicos dos containers e, portanto, não podem ser desacoplados.
Vários tipos de iteradores são frequentemente fornecidos via uma interface de container. Embora a interface e a semântica de um determinado iterador são fixas, os iteradores são muitas vezes implementados em termos das estruturas subjacentes a uma implementação de container e são frequentemente acoplados ao container para permitir a semântica operacional do iterador. Note que um iterador segue uma rota e também dá acesso a elementos de dados do container, mas não realiza iteração (ou seja, não tem total liberdade, como sugere sua terminologia). Um iterador é comportamentalmente semelhante ao  cursor de um banco de dados. Iterators datam da linguagem de programação  CLU de 1974.

## Descrição

### Iteradores externos e o padrão iterador
Um iterador externo pode ser imaginado como um tipo de ponteiro que possui duas operações primárias: referenciar um elemento particular na coleção de objetos (chamado elemento de acesso) e modificar a si mesmo para apontar para o próximo elemento (chamado elemento de travessia). Também deve existir uma maneira de criar um iterador para apontar para algum primeiro elemento bem como alguma maneira de determinar quando o iterador esgotou todos os elementos no container. Dependendo da linguagem e do uso pretendido, iteradores podem também fornecer operações adicionais ou exibir comportamentos diferentes.
O propósito primário de um iterador é permitir que um usuário processe cada elemento de um container enquanto isola o usuário da estrutura interna de um container. Isto permite que o container armazene elementos da maneira que ele desejar permitindo que o usuário trate-o como se ele fosse uma simples lista ou sequencia. Uma classe iterador normalmente é projetada em estreita coordenação com a classe container correspondente. Normalmente, o container fornece os métodos para criação de iteradores.
Observe que um contador de loop algumas vezes é referenciado como um iterador de loop. Um contador de loop, entretanto, apenas fornece a funcionalidade de travessia e não a funcionalidade de acesso ao elemento.

### Geradores
Uma maneira de implementar iteradores é usar um tipo especial de subrotina, conhecida como um gerador, que pode produzir valores para o seu chamador várias vezes (em vez de retornar apenas um). A maioria dos iteradores são naturalmente expressíveis como geradores, mas devido aos geradores preservarem seu estado local entre as chamadas, eles são particularmente bem adaptados para iteradores stateful complexos, como atravessadores de árvore. Um exemplo de um gerador que retorna os números de Fibonacci usando declaração de produção (yield) da linguagem Python pode ser visto abaixo:
```
 
def
 
fibonacci
():

     
a
,
 
b
 
=
 
0
,
 
1

     
while
 
True
:

         
yield
 
a

         
a
,
 
b
 
=
 
b
,
 
a
+
b

 
for
 
numero
 
in
 
fibonacci
():
  
# Utilização do gerador como um iterador

     
print
(
numero
)

```

### Iteradores implícitos
Algumas linguagens orientadas a objetos como C#, Delphi (versões mais recentes), Go, Java (versões mais recentes), Lua, Perl, Python, Ruby, fornecem uma maneira intrínseca de iteração através de elementos de um objeto container sem a introdução de um objeto iterador explícito. Um objeto iterador real pode existir na realidade, mas se ele existir ele não é exposto dentro do código fonte da linguagem.
Iteradores implícitos são geralmente manifestados por uma declaração "foreach" (ou equivalente), como no seguinte exemplo em Python:
```
for
 
valor
 
in
 
iteravel
:

    
print
 
valor

```

Ou outras vezes eles podem ser criados por um objeto coleção propriamente dito, como neste exemplo em Ruby:
```
iteravel
.
each
 
do
 
|
valor
|

  
puts
 
valor

end

```

Este estilo de iteração é algumas vezes chamado "iteração interna" devido seu código executar completamente dentro do contexto do objeto iterável (que controla todos os aspectos da iteração) e o programador apenas fornecer a operação para executar em cada etapa (usando uma função anônima).
As linguagens que suportam compreensão de lista ou construções similares podem também fazer uso de iteradores implícitos durante a construção da lista de resultado, como em Python:
```
nomes
 
=
 
[
pessoa
.
nome
 
for
 
pessoa
 
in
 
lista
 
if
 
pessoa
.
feminino
]

```

Algumas vezes o natureza oculta implícita é apenas parcial. A linguagem C++ possui poucos templates de função, como for_each(), que permitem iteração implícita similar. Entretanto eles ainda requerem objetos interadores explícitos como sua entrada inicial. Porém uma vez inicializado a iteração subsequente ocorre implicitamente sem o uso continuado de qualquer objeto iterador exposto.

## Em diferentes linguagens de programação

### Java
Como sendo um padrão para percorrer listas, conjuntos, mapas etc: 
É o que você chamaria de "cursor" se estivesse escrevendo stored procedures em algum banco SQL. Portanto não é um conceito novo ou extraordinariamente difícil de manipular. 
Se você sabe que o seu List é um ArrayList, então não há problemas em usar o índice em vez de usar um Iterator. Para todos os outros tipos (LinkedList, Set, Map etc.) você tem de usar o Iterator. 
E de qualquer maneira você continua a usar o for:
```
// digamos que coleção seja uma coleção de BlaBleBli

for
 
(
Iterator
 
it
 
=
 
colecao
.
iterator
()
 
it
.
hasNext
())
 
{

  
BlaBleBli
 
obj
 
=
 
(
BlaBleBli
)
 
it
.
next
();

}

```

Em Java 5, o "iterator" pode até ficar escondido:
```
for
 
(
BlaBleBli
 
obj
 
:
 
colecao
)
 
{

```

No exemplo abaixo temos a classe principal MenuItem que é simplesmente um item de um menu que possui um nome, este poderia ser um menu que apareceria na seção de menu de um site, por exemplo.
```
class
 
MenuItem
 
{

  
String
 
nome
;

  
MenuItem
(
String
 
nome
)
 
{

    
this
.
nome
 
=
 
nome
;

  
}

}

interface
 
Iterator
 
{

  
boolean
 
hasNext
();

  
Object
 
next
();

}

public
 
class
 
MenuIterator
 
implements
 
Iterator
 
{

  
MenuItem
[]
 
itens
;

  
int
 
posicao
 
=
 
0
;

  
public
 
MenuIterator
(
MenuItem
[]
 
itens
)
 
{

    
this
.
itens
 
=
 
itens
;

  
}

  
public
 
Object
 
next
()
 
{

    
MenuItem
 
menuItem
 
=
 
itens
[
posicao
]
;

    
posicao
++
;

    
return
 
menuItem
;

  
}

  
public
 
boolean
 
hasNext
()
 
{

    
if
 
(
posicao
 
>=
 
itens
.
length
 
||
 
itens
[
posicao
]
 
==
 
null
)
 
{

      
return
 
false
;

    
}

    
return
 
true
;

  
}

}

```

### Python
Iteradores em Python são uma parte fundamental da linguagem e em muitos casos passam despercebidos, pois são utilizados implicitamente na declaração for (foreach), em compreensões de listas e em expressões geradoras. Todos os tipos de coleção padrões nativos de Python suportam iteração, bem como muitas classes que são parte da biblioteca padrão. O seguinte exemplo mostra uma iteração implícita típica sobre uma sequência:
```
 
for
 
valor
 
in
 
sequencia
:

     
print
(
valor
)

```

Dicionários Python (uma forma de matriz associativa) também podem ser iterados diretamente, quando as chaves de dicionário são retornadas; ou o método items de um dicionário pode ser iterado sobre onde ele produz pares chave,valor correspondentes como uma tupla:
```
for
 
chave
 
in
 
dicionario
:

    
valor
 
=
 
dicionario
[
chave
]

    
print
(
chave
,
 
valor
)

```

```
for
 
chave
,
 
valor
 
in
 
dicionario
.
items
():

    
print
(
chave
,
 
valor
)

```

Iteradores no entanto podem ser usados e definidos explicitamente. Para qualquer tipo de seqüência iterável ou classe, a função nativa iter() é usada para criar um objeto iterador. O objeto iterador pode então ser iterado com a função next(), que usa o método __ next__ () internamente, que retorna o próximo elemento no recipiente. (A declaração anterior é aplicável em Python 3.x. Em Python 2.x, o método next() é equivalente.) Uma exceção StopIteration será lançada quando não restarem mais elementos. O exemplo a seguir mostra uma iteração sobre uma seqüência equivalente usando iteradores explícitos:
```
it
 
=
 
iter
(
sequencia
)

while
 
True
:

    
try
:

        
valor
 
=
 
it
.
next
()
 
# em Python 2.x

        
valor
 
=
 
next
(
it
)
 
# em Python 3.x

    
except
 
StopIteration
:

        
break

    
it
 
=
 
iter
(
it
)

    
print
(
valor
)

```

Qualquer classe definida pelo usuário pode suportar iteração padrão (implícita ou explícita), pela definição de um método __iter__() que retorna um objeto iterador. O objeto iterador, então, precisa definir um método __next__() que retorna o próximo elemento e um método __iter__() que retorna o próximo objeto iterador a ser usado.
Geradores do Python implementam este protocolo de iteração.